# AnimeStudio
『AnimeStudio』は、ぜんまいはうすが開発している、2Dアニメーション製作ソフトウェアの名称である。

## 機能
セル・アニメーションの手法でムービーを制作することができる。作画機能やムービー編集機能は有していない。

## 特徴
- Adobe PhotoshopのファイルフォーマットであるPSD形式が使用可能である。
- セルアニメーションに使われる「タイムシート」や「タップ」がある。
- 取り込んだ線画のトレース処理と彩色をしたものをPSDファイルに書きだせる。
- マスク合成、多重露光、透過光効果等の撮影技法を再現できる。

## リンク
- http://animestudio.jp/%5B%5D

| サブスタブ | この項目は、まだ閲覧者の調べものの参照としては役立たない、書きかけの項目です。この項目を加筆・訂正などしてくださる協力者を求めています。このテンプレートは分野別のサブスタブテンプレートやスタブテンプレート（Wikipedia:分野別のスタブテンプレート参照）に変更することが望まれています。 |